# Bolvadin (district)
Bolvadin is een Turks district in de provincie Afyonkarahisar en telt 46.520 inwoners (2007). Het district heeft een oppervlakte van 1.152,64 km².
De bevolkingsontwikkeling van het district is weergegeven in onderstaande tabel.
| 1997   | 2000   | 2007   |
| ------ | ------ | ------ |
| 75.732 | 79.888 | 46.520 |